# 絵画教室
絵画教室（かいがきょうしつ）は、1959年10月10日から1965年4月4日までNHK教育テレビで放送されたテレビ番組である。

## 概要
デッサンから油絵まで洋画の技法を専門画家の実技指導によって取得してもらう番組であった。スタジオでの指導のほかに、ロケによる写生会を日光、横浜、箱根、犬吠埼、蓼科などで開催した。また、テレビ放送10周年企画として「テレビ塔を描く」写生会も行われた。

## 放送時間
- 1959年度：土曜日 22:00 - 22:30
- 1960年度：土曜日 21:00 - 21:30
- 1961年度：土曜日 22:00 - 22:30
- 1962年度：日曜日 18:30 - 19:00
- 1963年度：日曜日 11:30 - 12:00
- 1964年度：日曜日 12:00 - 12:30

## 講師
- 石川滋彦（1963年度）
- 楢原健三（1964年度前期）
- 寺田竹雄（1964年度後期）